# Unió túnel superconductora

Il·lustració d'una unió túnel superconductora de pel·lícula fina (STJ). El material superconductor és blau clar, la barrera del túnel aïllant és negra i el substrat és verd.

La unió túnel superconductora (STJ) —també coneguda com a unió túnel superconductor-aïllant-superconductor (SIS)— és un dispositiu electrònic format per dos superconductors separats per una capa molt prima de material aïllant. El corrent passa per la unió mitjançant el procés de túnel quàntic. L'STJ és un tipus d'unió Josephson, encara que no totes les propietats de l'STJ es descriuen per l'efecte Josephson.

Diagrama d'energia d'una unió túnel superconductora. L'eix vertical és l'energia i l'eix horitzontal mostra la densitat d'estats. Els parells de Cooper existeixen a l'energia de Fermi, indicada per les línies discontinues. S'aplica una tensió de polarització V a través de la unió, desplaçant les energies de Fermi dels dos superconductors entre si per una energia eV, on e és la càrrega de l'electró. Existeixen estats de quasipartícules per a energies superiors a Δ de l'energia de Fermi, on Δ és el buit d'energia superconductor. El verd i el blau indiquen estats de quasipartícules buides i plenes, respectivament, a temperatura zero.

Aquests dispositius tenen una àmplia gamma d'aplicacions, incloent detectors d'alta sensibilitat de radiació electromagnètica, magnetòmetres, elements de circuit digital d'alta velocitat i circuits de computació quàntica.
Tots els corrents que flueixen a través del STJ passen per la capa aïllant mitjançant el procés de túnel quàntic. Hi ha dos components al corrent de túnel. El primer és del túnel de parelles Cooper. Aquest supercorrent es descriu per les relacions de Josephson ac i dc, predites per primera vegada per Brian David Josephson el 1962. Per aquesta predicció, Josephson va rebre el premi Nobel de física l'any 1973. El segon és el corrent de quasipartícules, que, en el límit de la temperatura zero, sorgeix quan l'energia de la tensió de polarització {\displaystyle eV} supera el doble del valor de la bretxa d'energia superconductora Δ. A temperatura finita, un petit corrent de túnel de quasipartícules, anomenat corrent subgap, està present fins i tot per a tensions inferiors al doble de la bretxa d'energia a causa de la promoció tèrmica de quasipartícules per sobre de la bretxa.Si l'STJ s'irradia amb fotons de freqüència {\displaystyle f}, la corba de corrent-tensió de corrent continu mostrarà tant els passos de Shapiro com els passos a causa del túnel assistit per fotons. Els passos de Shapiro sorgeixen de la resposta del supercorrent i es produeixen a voltatges iguals a {\displaystyle nhf/(2e)}, on {\displaystyle h} és la constant de Planck, {\displaystyle e} és la càrrega de l'electró, i {\displaystyle n} és un nombre enter. El túnel assistit per fotons sorgeix de la resposta de les quasipartícules i dona lloc a passos desplaçats en tensió per {\displaystyle nhf/e} amb relació a la tensió de buit.

## Fabricació
El dispositiu normalment es fabrica dipositant primer una pel·lícula fina d'un metall superconductor com l'alumini sobre un substrat aïllant com el silici. La deposició es realitza a l'interior d'una cambra de buit. Després s'introdueix gas oxigen a la cambra, donant lloc a la formació d'una capa aïllant d'òxid d'alumini (Al{\displaystyle _{2}}O{\displaystyle _{3}}) amb un gruix típic de diversos nanòmetres. Després de restablir el buit, es diposita una capa superposada de metall superconductor, completant el STJ. Per crear una regió de superposició ben definida, s'utilitza habitualment un procediment conegut com a tècnica de Niemeyer-Dolan. Aquesta tècnica utilitza un pont suspès de resistència amb una deposició de doble angle per definir la unió.

## Aplicacions
Detecció d'un sol fotó
A més de la detecció heterodina, els STJ també es poden utilitzar com a detectors directes. En aquesta aplicació, el STJ està esbiaixat amb una tensió de CC inferior a la tensió de buit. Un fotó absorbit al superconductor trenca parells de Cooper i crea quasipartícules. Les quasipartícules fan un túnel a través de la unió en la direcció de la tensió aplicada i el corrent de túnel resultant és proporcional a l'energia del fotó. Els dispositius STJ s'han utilitzat com a detectors d'un sol fotó per a freqüències de fotons que van des dels raigs X fins a l'infraroig.
SQUIDs
El dispositiu d'interferència quàntica superconductor o SQUID es basa en un bucle superconductor que conté unions de Josephson. Els SQUID són els magnetòmetres més sensibles del món, capaços de mesurar un únic quàntic de flux magnètic.
RSFQ
El STJ és l'element actiu principal en els circuits lògics ràpids quàntics de flux únic o RSFQ.
Díode Josephson
En el cas que el STJ mostri un túnel Josephson asimètric, la unió es pot convertir en un díode Josephson.